# Halipteris africana
Halipteris africana is een Pennatulaceasoort uit de familie van de Halipteridae. De wetenschappelijke naam van de soort is voor het eerst geldig gepubliceerd in 1878 door Studer.